# Rolandas Maščinskas
Rolandas Maščinskas, né le 6 août 1992, est un rameur lituanien.

## Palmarès

### Jeux olympiques
| Discipline     | Londres 2012 Royaume-Uni |
| -------------- | ------------------------ |
| Deux de couple | 6e                       |

### Championnats du monde
| Discipline       | Bled 2011 Slovénie | Chungju 2013 Corée du Sud | Amsterdam 2014 Pays-Bas | Aiguebelette 2015 France | Sarasota 2017 États-Unis |
| ---------------- | ------------------ | ------------------------- | ----------------------- | ------------------------ | ------------------------ |
| Deux de couple   | 9e                 | Argent                    | 4e                      | Argent                   | -                        |
| Quatre de couple | -                  | -                         | -                       | -                        | Or                       |

### Championnats d'Europe
| Discipline       | Brest 2009 Biélorussie | Plovdiv 2011 Bulgarie | Varese 2012 Italie | Séville 2013 Espagne | Belgrade 2014 Serbie | Poznan 2015 Pologne | Brandebourg 2016 Allemagne | Racice 2017 Tchéquie |
| ---------------- | ---------------------- | --------------------- | ------------------ | -------------------- | -------------------- | ------------------- | -------------------------- | -------------------- |
| Deux de couple   | 8e                     | Or                    | 4e                 | Argent               | Or                   | -                   | Bronze                     | -                    |
| Quatre de couple | -                      | -                     | -                  | -                    | -                    | 5e                  | -                          | Or                   |

### Jeux olympiques de la jeunesse
| Discipline | Singapour 2010 Singapour |
| ---------- | ------------------------ |
| Skiff      | Or                       |